# Stegana intermedia
Stegana intermedia är en tvåvingeart som först beskrevs av Oswald Duda 1927.  Stegana intermedia ingår i släktet Stegana och familjen daggflugor.
Artens utbredningsområde är Costa Rica. Inga underarter finns listade i Catalogue of Life.